# Сентервілл (Меріленд)
Сентервілл (англ. Centreville) — місто (англ. town) в США, в окрузі Графство королеви Анни штату Меріленд. Населення — 4727 осіб (2020).

## Географія
Сентервілл розташований за координатами 39°2′33″ пн. ш. 76°3′51″ зх. д. / 39.04250° пн. ш. 76.06417° зх. д. (39.042537, -76.064218).  За даними Бюро перепису населення США в 2010 році місто мало площу 6,36 км², з яких 6,35 км² — суходіл та 0,01 км² — водойми. В 2017 році площа становила 7,09 км², з яких 7,09 км² — суходіл та 0,00 км² — водойми.

## Демографія
Згідно з переписом 2010 року, у місті мешкало 4285 осіб у 1568 домогосподарствах у складі 1102 родин. Густота населення становила 673 особи/км².  Було 1694 помешкання (266/км²).
Расовий склад населення:
| - 85,0 % — білих - 10,6 % — чорних або афроамериканців - 1,4 % — азіатів - 0,3 % — корінних американців |

До двох чи більше рас належало 2,3 %. Частка іспаномовних становила 2,7 % від усіх жителів.
За віковим діапазоном населення розподілялося таким чином: 27,5 % — особи молодші 18 років, 54,6 % — особи у віці 18—64 років, 17,9 % — особи у віці 65 років та старші. Медіана віку мешканця становила 39,5 року. На 100 осіб жіночої статі у місті припадало 91,0 чоловіків;  на 100 жінок у віці від 18 років та старших — 86,5 чоловіків також старших 18 років.
Середній дохід на одне домашнє господарство  становив 96 573 долари США (медіана — 91 375), а середній дохід на одну сім'ю — 109 396 доларів (медіана — 109 844). Медіана доходів становила 82 878 доларів для чоловіків та 50 667 доларів для жінок. За межею бідності перебувало 4,8 % осіб, у тому числі 4,3 % дітей у віці до 18 років та 4,9 % осіб у віці 65 років та старших.
Цивільне працевлаштоване населення становило 2237 осіб. Основні галузі зайнятості: освіта, охорона здоров'я та соціальна допомога — 27,6 %, публічна адміністрація — 16,8 %, роздрібна торгівля — 12,5 %, науковці, спеціалісти, менеджери — 12,1 %.